# 斎藤裕美
斎藤 裕美 （さいとう ゆみ、1984年10月10日 - ）は、日本のフリーアナウンサーで、元毎日放送（MBS）アナウンサー。朝日放送テレビアナウンサーの斎藤真美は実妹。

## 来歴
大阪府大阪市淀川区出身で、大阪府立北野高等学校、神戸大学海事科学部マリンエンジニア学科卒業。2008年、アナウンサーとして毎日放送へ入社した。10月、『ジャイケルマクソン』（MBSテレビ）の特別企画「日本一早い!ジャイケル大忘年会2008」で進行役を務めたことを皮切りに、『ちちんぷいぷい』（MBSテレビ）や『モーニングミックス』（MBSラジオ）へレギュラー出演。
2009年10月から『VOICE』（MBSテレビが平日夕方に放送中のローカルニュース番組）で1年間サブキャスターを担当するとともに、『U.K. BEAT FLYER 1179』（MBSラジオの音楽番組）で2011年3月までアシスタントを務めた。2009年末の『オールザッツ漫才』（MBSテレビが1989年から毎年末に長時間編成する生放送の演芸・バラエティ番組）では、放送開始20年目にして、毎日放送のアナウンサーでは初めて司会に起用されている（陣内智則・ケンドーコバヤシとの共同司会）。
また、阪神タイガース（阪神）の公式戦や選抜高等学校野球大会決勝戦の中継でリポーター、『猛虎ファイル→withタイガース'12』（阪神関連の情報・ドキュメンタリー番組）で選手へのインタビュアー、『みんなの甲子園』（選抜高校野球大会のダイジェスト番組、いずれもMBSテレビで放送）で2010・2011年のアシスタントをそれぞれ担当。 2010年には、大阪を舞台にした東宝の実写ボクシング映画『ボックス!』（同年5月22日公開、毎日放送が出資・制作協力）で、先輩のスポーツアナウンサー・井上雅雄とともに映画初出演を果たした。
2011年10月に『MBSうたぐみ Smile×Songs』（MBSラジオ、以下『うたぐみ』と略記）水曜日のパーソナリティに起用されてからは、ラジオの生放送番組やテレビ・ラジオの定時ニュースを中心に出演。また、『せやねん!』『パテナの神様!』（いずれもMBSテレビ）などに不定期で登場するかたわら、毎日放送が主催・共催・協賛のイベントを告知するMBSラジオのスポットCMでたびたびアナウンスを担当していた。
2014年6月末までは、かつての先輩アナウンサー・大月勇などとともにラジオ営業部に勤務。MBSラジオ関連のイベントを告知するラジオCMや、担当するスポンサー・アナウンサー時代に共演した人物の関わる番組で、斎藤の声が聴けることもあった。しかし、フリーアナウンサーへの転身 を視野に、同年8月末日付で退社した。
2015年7月からは、フリーアナウンサーとして、『つながる関西wao!!TV』（J:COM関西のコミュニティチャンネルで放送中の地域情報番組）のナビゲーターを担当。さらに、同年10月1日から2017年3月31日まで、『おはようコールABC』（ABCテレビ）木・金曜日のニュースキャスターを務めた。その一方で、2015年10月には、一般男性と結婚したことを明らかにしている。

## 人物

### 趣味・特技
- 毎日放送のアナウンサー時代には、休日にマンガ喫茶でマンガを読みながら過ごすことを公表する[6] 。

- 『よゐこ部』（吉竹がレギュラーで出演していたMBSテレビの深夜番組）の企画をきっかけにアルトサックスの演奏に凝っていた。2009年12月20日、同番組の出演者を中心に結成されたビッグバンド（よゐこちゃんバンド）の一員として、吉竹とともに番組の企画「第1回カッコブラス選手権」へ参加。半年にわたる練習の成果を披露した[7]。

### 嗜好
- 好物はすき焼きなどの肉料理。2012年秋には、すき焼き好きが高じて、ローソンと『うたぐみ』によるコラボレーション企画で「裕美も好き 大好き『すき焼き』おにぎり」のプロデュースを手掛けた。同年11月27日から12月24日まで近畿2府4県限定で発売したところ、上記のコラボレーション商品の中で最も多い売上個数を記録。その結果、2013年1月7日から9日までは、同番組を『斎藤裕美のうたぐみSmile×Songs』（番組表での略称は『斎藤裕美のうたぐみ』）として放送している。

### 妹・真美との関係
- 妹の真美とは二人姉妹で、小学校から大学までの出身校も同じである（真美の大学卒業は2012年3月）。
- 真美の大学生時代には、裕美による前述のAnalogや、『よゐこ部』の「第1回カッコブラス選手権」に姉妹で登場することもあった。また、姉妹がアナウンサーとして公表しているプロフィールでは、いずれも「幸せはいつも自分の心が決める」という言葉を座右の銘に挙げている。
- フリーアナウンサー転身後の2015年10月1日からは、真美がメインキャスターを務める『おはようコールABC』で、1年半にわたって木・金曜日にニュースキャスターを担当。レギュラー番組で真美と共演するのは初めて[3] で、真美と揃って紀行ロケ企画へ臨むこともあった[8]。

### 交友関係
同局で1年先輩に当たる吉竹史（2014年1月に退社　→　フリーアナウンサーへ転身）とは、年齢が同じこともあって、共演番組や「Analog」（アナウンサー時代に開設していた公式ブログの個人ページ）で仲の良さをたびたび披露していた。

## 同期社員
大吉洋平

## 出演番組・作品

### 現在
- つながる関西wao!!TV（J:COM関西、2015年7月 - ）第2代ナビゲーター[9]

### 過去

#### 毎日放送アナウンサー時代
- MBS NEWS（日曜未明〈土曜深夜〉〜日曜早朝を中心に担当）

##### テレビ
- ちちんぷいぷい（2008年10月 - 2009年12月）月曜 → 金曜コーナー担当
  - 2011年7月5日（火曜日）の放送で久々に出演。先輩アナウンサー・松本麻衣子の代理として、全編でアシスタントを務めた。
- 吉本陸上競技会（年1回放送の特別番組）
  - 2008年および2010年〜2012年にリポーター、2009年に場内アナウンスを担当。2010年以降は、小籔千豊と共に、リポーターと「5kmマラソン」の給水係を兼務していた。
- VOICE（2009年10月2日 - 2010年9月）金曜→月曜サブキャスター
- オールザッツ漫才（2009年）陣内智則・ケンドーコバヤシと共に司会を担当。
- よゐこ部（不定期出演）
  - 「音楽部」や「食物部」などに“仮入部員”（ゲスト）扱いで登場。「音楽部」では、“部員”（レギュラー出演者のよゐこ・吉竹）などの初心者を中心に結成したビッグバンド「よゐこちゃんバンド」でサックスを担当した。
- BANG BANG BASEBALL（関西ローカルの阪神戦中継に数回出演）
- 猛虎ファイル→withタイガース（2009年 - 2012年、プロ野球シーズンに月1回のペースで放送、不定期）
  - 『猛虎ファイル』時代は、「阪神ウワサの調査隊」のコーナーで、阪神タイガース主力選手へのインタビューなどを担当。番組タイトルを『withタイガース』に変えた2012年には、金本知憲が現役引退を表明した9月以降の放送において、金本への独占取材企画でインタビュアーを務めた。
- みんなの甲子園（2010年・2011年）ナビゲーター・赤星憲広のパートナーとして、先輩アナウンサー・前田阿希子と交互に出演。
  - 2013年の同大会決勝戦中継（4月3日）では、一塁側・浦和学院高等学校のスタンドリポーターを務めた。
- 1億3000万人が見たい JNN28局女子アナ発 今年は絶対コレがくる 全国ご当地ネタ選手権 JJJ-1グランプリ（2012年1月1日、TBS系列全国ネットで放送の特別番組）
  - 毎日放送の代表として、入社後初めて全国ネットの番組へ出演した。
- プリ♥プリ（2012年4月のみ、火曜日「プリ町コレクション　プリコレ」のナレーションを担当）
- でいりぃ げっと。（深夜不定時、2010年4月5日 - 2013年6月29日）
- mm-TV（2012年4月9日 - 2013年7月5日、ナレーター）

##### ラジオ
- モーニングミックス （2008年10月 - 2012年1月28日）パーソナリティ
  - 2009年3月までは、同期入社の大吉と交代で隔週に全曜日を担当。同年4月から2010年9月までは火・水・土曜日、2010年10月以降は火・水曜日に出演していた。
- U.K. BEAT FLYER 1179（2009年10月10日 - 2011年4月2日）アシスタント
  - 当番組の生放送に出演した後に、土曜深夜〜日曜早朝の宿直でテレビ・ラジオの『MBSニュース』も担当する時期があった。
- MBSうたぐみ Smile×Songs水曜日（2010年10月6日 - 2011年3月30日、2011年10月26日 - 2013年6月26日）
  - 2011年3月末まではパーソナリティを担当。同年10月からパートナーとして復帰。レギュラー出演前にも、2010年3月26日に吉竹、同年9月13日には当時の先輩アナウンサー・八木早希の代役でパーソナリティーを務めていた。2013年7月3日からは、斎藤が異動の直前まで担当していたパートナーを、吉竹が引き継いだ。
  - ラジオ営業部への異動した後の2013年9月25日（水曜日）には、当日の放送で吉竹が再び番組を卒業することから、吉竹の後任・豊崎由里絵（同年の新人アナウンサー）と共にスタジオへ出演した。
- ハンドレッドレディオ第1部「八光・スマイルのおしゃべり番長」（2011年4月 - 2013年6月27日）

以下はナレーターを担当した番組で、本編とは別に収録。
- 上泉雄一のFANFANレディオ（2008年度のナイターオフ期間に放送していた平日夜間の生ワイド番組）
  - 2009年1月から3月まで、「うわちゃんの日刊エンタメ　FANFAN二択」の金曜日を担当。上司に当たるアナウンサーの上泉雄一からは、放送中に「斎藤さん」と呼ばれていた。
- MBSヤングタウン土曜日（さんまのヤンタン）（2010年10月9日 - 2011年9月）
  - 「高橋愛はカミません!」を担当。当時レギュラーだった高橋愛・道重さゆみなどへの課題として、リスナーから送られた噛みやすい早口言葉を、毎回アナウンサーらしい口調で例題代わりにしゃべっていた。

#### フリーアナウンサー転身後
- おはようコールABC（朝日放送テレビ、2015年10月1日 - 2017年3月31日）木・金曜日ニュースキャスター[3]

### 映画
- ボックス!（2010年、東宝） メイド喫茶のシーンにメイド役で出演